# George Cabot
George Cabot (3 décembre 1752, Salem - 18 avril 1823, Boston), est un homme politique américain.

## Biographie
Étudiant de l'Université Harvard, il est un des animateurs de la Révolte du beurre de 1766, manifestation étudiante contre la mauvaise qualité de la nourriture. Il quitte Harvard après deux ans d'études pour devenir marin : à l'âge de 21 ans, il est propriétaire de son propre navire.
En 1775, il devient membre du Congrès provincial du Massachusetts. En 1787, il est membre de la convention qui ratifie la Constitution des États-Unis. De 1791 à 1796, il est membre du Sénat des États-Unis. Proche d'Alexander Hamilton et du parti des fédéralistes, il décline, en 1798, le poste de Secrétaire à la Marine des États-Unis. Il est délégué à la Hartford Convention en 1814.

## Sources
- (en) Cet article est partiellement ou en totalité issu de l’article de Wikipédia en anglais intitulé « George Cabot » (voir la liste des auteurs).